# 蘆葦之歌
《蘆葦之歌》是一部2015年臺灣紀錄片，以臺灣慰安婦為主題，由婦女救援基金會出資、台灣藝術大學教授吳秀菁執導。

## 簡介
《蘆葦之歌》是繼1998年《阿嬤的秘密》後，第2部關於台籍慰安婦的紀錄片。《蘆葦之歌》以阿嬤身心照顧工作坊為主軸，歷經3年的拍攝，記錄下2011至2012阿嬤兩年的身影，最終於2013年拍攝完成，主要記錄了6位台籍慰安婦吳秀妹、林沈中、陳桃、陳蓮花、盧滿妹、陳鴦等的療傷過程。當初拍攝完成時因苦於經費難籌致使無法上院線，採取非商業放映，直到婦援會透過群眾募資平台flyingV得以募得款項；2015年8月11日於光點台北舉辦首映會，並於2015年8月14日「國際慰安婦紀念日」登上大螢幕。
《蘆葦之歌》片名來自《聖經·以賽亞書》「壓傷的蘆葦祂不折斷，將殘的燈火祂不吹滅，祂憑真實將公理傳開」。2015年9月2日，擔任《蘆葦之歌》監製的婦女救援基金會執行長康淑華說，《阿嬷的秘密》比较侧重讲台籍慰安婦被迫“慰安”时遭到欺凌的悲惨故事，拍《蘆葦之歌》是因为“陪伴这些阿嬷们20多年，发现她们回到台湾后还有很多辛酸故事”；虽然台籍慰安婦向日本政府求偿没有结果，但她们仍坚持对日声讨，“这种生命的厚度及韧性值得让更多人了解，所以我们就拍了这部《芦苇之歌》”；《蘆葦之歌》不只是讲历史故事、控诉日军残暴，她更想在該片中讨论台籍慰安婦生命的疗愈过程，让下一代对这件事有感觉、有感动，并与下一代的生命相结合，这样比只控诉日军残暴更有力。

## 獎項
- 2014年台灣國際女性影展入圍「光榮時刻：台灣競賽獎」[5]
- 2014年四川電視節金熊貓國際紀錄片「最具人文關懷獎」

## 反應
- 2015年8月11日，婦女救援基金會舉辦《蘆葦之歌》首映會，社會民主黨主席范雲、時代力量建黨工程隊總隊長黃國昌、民主進步黨婦女發展部主任林靜儀、中國國民黨婦女部主任王鴻薇均到場表達支持。范雲呼籲中國國民黨總統候選人洪秀柱、民主進步黨總統候選人蔡英文與親民黨總統候選人宋楚瑜，「若真的在乎歷史，請來看這部片，並向選民報告觀後感」。王鴻薇表示，國民黨婦女部已包場邀台灣新移民一同觀看《蘆葦之歌》。黃國昌表示，《蘆葦之歌》引領觀眾看真實的歷史，慰安婦追求公義的勇氣更讓他領悟「對的事，就要堅持下去」。林靜儀則說，戰爭中婦女往往受到最大的剝削，《蘆葦之歌》代表另一種轉型正義，台灣社會不應再忽視[1]。

- 此電影也成為臺灣高中課程綱要微調案與選舉議題。如2015年8月14日，中國國民黨文化傳播委員會主任委員林奕華等質疑蔡英文、黃國昌立場[6]；2015年8月20日，總統府發言人陳以信批評李登輝投書日本PHP研究所《Voice》月刊2015年9月號說「台灣慰安婦問題已經獲得解決」的言論[7]

- 2015年9月2日，康淑華說，《蘆葦之歌》在东京放过两次、在京都放过一次，观众从20岁到70岁都有，“原本我们不确定日本观众对影片的接受度；但很多日本人看完后对我说，片子从人性勇气切入，让他们愿意看。因为他们原本以为只是骂日本，没有勇气看；但这种方式反而让他们愿进一步了解阿嬷所处的时代与背景。”同時，針對反課綱運動學生質問“说慰安妇全被强迫，有证据吗”，康淑華說：

|  | 在反课纲闹得很凶时，我们（妇女救援基金会）声明过，坚持认为“所有阿嬷当然是被迫的”；不论其中是否有极少数阿嬷来自风月场所，她们也都是因为家庭背景而被迫，这毋庸置疑。但我们并不坚持一定要在教科书上加上“被迫”二字，因为那反而模糊了“慰安妇是日军性奴隶”的本质，简化了慰安妇的历史。 有些学生以为慰安妇是“公娼”，这是极大的误解。联合国早就确定慰安妇是“军事性奴隶”制度，奴隶会是自愿吗？怎么能说她们是“公娼”呢？我们希望历史教科书能够有更多篇幅、更深入详尽地讲述“慰安妇是日军性奴隶”的历史真相，而不只纠结于是否“被迫”的问题。“被迫”两字固然能描述国恨家仇，但也会使问题失焦。希望大家更多去了解“慰安妇就是性奴隶”的历史事实，以这个角度去谴责日本政府。 |

## 外部連結
- 蘆葦之歌的Facebook專頁
- 《蘆葦之歌》官方部落格 （页面存档备份，存于）
- Yahoo!電影上 《蘆葦之歌》介紹
- 蘆葦之歌 - 台北市婦女救援基金會